# Dean Guitars
Dean Guitars — американська компанія, виробник музичних інструментів. Найбільш відома як виробник електрогітар, але також виробляє акустичні гітари, електричні та акустичні бас- гітари, підсилювачі, джазові гітари, банджо і мандоліни. З 2007 року компанія почала виробництво звукознімачів для електрогітар під маркою DMT (Dean Magnetic Technologies), які повністю виготовляються в США.

## Історія
Компанія Dean Guitars була створена в 1976 році Діном Зелінським (англ. Dean Zelinsky), який почав робити гітари ще в ранньому віці. Зелінський порахував, що створення дизайнів рок-гітар перейшло в стадію застою і вирішив зробити все, що в його силах, щоб це змінити. Перші ж гітари Dean, випущені в середині 1970-х, стали швидко набирати популярність саме через свого дизайну, а також через те, що їх конструкція ґрунтувалася на поліпшенні сустейна. Фірмовим знаком гітар Dean стала V-подібна головка грифа (вона раніше використовувалася компанією Gibson на прототипах гітар Explorer і Flying V, але в масштабне виробництво не пішла у зв'язку з тим, що для компанії це був занадто радикальний перехід).
У 1986 році Зелінський продав компанію, вирішивши більше присвячувати часу сім'ї, а не робити гітари. Він пояснював своє рішення величезною популярністю гітар типу «суперстрат», які він глузливо називав «Floyd Rose'ом з гітарою, приробленою до нього». Наприкінці 1990-х компанія Armadillo Enterprises відродила цей бренд, що пізніше стало причиною повернення Зелінські як виконавчого і креативного директора.
Після вбивства Даймбега Даррелла, Дін працює з його сім'єю і друзями в справі створення меморіального фонду. Модель Razorback з'явилася завдяки спільній роботі Даррелла з Зелінським. Кілька видозмінених моделей популярного стилю ML були випущені як Триб'ют Моделі.
У 2008 році Зелінський через внутрішні розбіжності пішов з компанії і заснував власний гітарний бізнес. В даний час Dean Guitars раніше випускає модельний ряд інструментів Зелінського, проте в 2010 році вже з'явилося кілька власних розробок компанії і продовжився випуск класичних моделей електрогітар — копій Stratocaster і Telecaster.

## Електрогітари Dean
Класичний дизайн
Класичними моделями електрогітар Dean Guitars вважаються інструменти наступних серій:
- Z: Копія Gibson Explorer відрізняється тільки фірмовою «діновською» головою з крилами.
- ML: Це, напевно, найвідоміший тип дизайну Dean. Його форма схожа на передню половину Gibson Explorer поєднану із задньою половиною Gibson Flying V. Маса гітари розподілена по більшій, ніж зазвичай, площі, що значно збільшує сустейн. V-подібна форма головки грифа, кріплення струн в бриджі має 3 типи: Floyd Rose, наскрізне кріплення і Tune-o-matic.
- V: Копія Gibson Flying V
- Cadillac: Ця модель майже настільки ж популярна, як і ML. Схожа на передню половину Gibson Explorer поєднану із задньою половиною Gibson Les Paul. Це дає кращий, ніж у Les Paul, доступ до верхніх ладів.
- Baby: Ці гітари — зменшені, менш деталізовані зовні копії дизайнів V, ML, і Z. Вони популярні серед гітаристів, які люблять агресивний стиль Dean, але віддають перевагу більш легкій гітарі.

Інші відомі типи дизайну:
- Hardtail
- Vendetta
- EVO
- Razorback
- Custom 450
- Nashvegas Zone
- Razor
- DBD
- FBD
- Razorback V
- Michael Schenker

Нові моделі
- ML AT3000
- Deceiver
- Dave Mustaine VMNT
- Soltero
- MAB
- LWS
- Razorback Explosion

Гітари Made In USA
- Серия Michael Schenker USA
- Серия USA Razorback
- USA ML
- USA Leslie West
- USA Soltero
- USA 84 Modern
- USA Rusty Cooley

## Бас-гітари Dean
Dean Guitars також має досить широкий модельний ряд бас-гітар, які підходять для будь-якого жанру музики, від джазу, до поп-музики і важкого року.
Найбільш відомі серії бас-гітар Dean:
- Edge
- Metalman
- Demonator
- Hillsboro
- Cadillac
- Evo
- Jeff Berlin
- Електроконтрабаси Pace Bass

## Акустичні гітари Dean
Акустичні гітари Dean не так широко відомі, хоча за якістю не поступаються електрогітарам: вони виготовляються з правильно підібраних порід дерева, ретельно зроблені і дуже красиві. Модельний ряд теж досить різноманітний: класика, акустичні гітари, акустичні баси. Майже всі інструменти мають вбудовану електроніку та тюнери.
Серії акустичних гітар Dean:
- Exotica
- Performer
- Tradition
- Jumbo
- Класична серія Espana